# Részeges karatemester
A Részeges karatemester (hagyományos kínai írásmóddal: 醉拳, jűtphing: Zeoi3 kyun4, magyaros: Cöü khjűn; mandarin pinjin: Zuì Quán, magyaros átírással: Cuj csüan; angol címén Drunken Master vagy Drunk Monkey In The Tiger's Eye) 1978-ban bemutatott hongkongi harcművészeti akciófilm Jackie Channel a főszerepben. 
A film hatalmas sikert aratott hongkongi bemutatóján, két és félszeresét hozta Chan előző filmje, A kobra bevételénél. A film eredeti címének szó szerinti fordítása „részeg ököl”, ami egy kínai harci stílus vagy iskola megnevezése. Chan a filmben a hírneves szabadságharcost, Vóng Fej-hung (Wong Fei-hung)ot alakítja, és Cheng Long művésznéven szerepel a stáblistában.
Vó-pheng (Wo-peng) 2010-es, Igaz legenda című filmje a Részeges karatemester előzményének tekinthető,  Fej-hung (Fei-hung) mesterének útját mutatja be, hogy miért kezdett el inni, és hogyan lett a „részeg ököl” mestere.
Bár a magyar mozik a filmet Részeges karatemester címmel vetítették, nincs köze a karatéhoz.

## Cselekmény
A történet főhőse a fiatal és mindig rosszban sántikáló Vóng Fej-hung (Wong Fei-hung) (a nyugati szinkronváltozatokban gyakran Freddie Wong néven szerepel), aki folyamatosan bajba keveredik: először egy fölényeskedő harcművészeti segédoktatót tanít móresre, majd barátai lenyűgözése céljából egy fiatal nőt próbál elcsábítani az utcán. A lány idősebb kísérőnője kungfu tudásával alaposan helyben hagyja a tolakodó férfit. Ráadásul a két nőről nemsokára kiderül, hogy Vóng (Wong) sosem látott nagynénje, illetve unokahúga. A férfi egy huligánt is megver az utcán, ő azonban egy befolyásos ember fia. Vóng (Wong) apja büntetésből arra kényszeríti fiát, hogy még keményebb harcművészeti edzésnek vesse alá magát.
Vóng (Wong) apja felbéreli a legendás mestert, Beggar Sót (Sam Seed) fia tanítására. Az idős mesterről az a hír járja, hogy előszeretettel nyomorítja meg tanítványait edzés közben, ezért Vóng (Wong) elmenekül. Egy étteremben megpróbál ingyen ételhez jutni, de balszerencséjére pont az étterem tulajdonosával akarja kifizettetni a számláját. Verekedésbe keveredik, melyben egy iszákos öregember a segítségére siet. Ő nem más, mint Beggar So, a részeges mester.
Beggar kíméletlen edzésre kényszeríti Vóng (Wong)ot, a fiú ismét elmenekül, de összetűzésbe kerül egy Yim Tit-sam nevű bérgyilkossal. Vóng (Wong) verekedésre hívja a rejtélyes idegent, ám ő összeveri és megalázza a nála gyengébb harcost. Vóng (Wong) visszatér mesteréhez és elkötelezi magát a tanulás mellett. Elsajátít Beggar nyolc kungfu stílusa közül hetet, az utolsót azonban túlságosan femininnek találja, így megtagadja annak megtanulását.   
Yim Tit-sam eközben megbízást kap Vóng (Wong) apjának megölésére annak üzleti riválisától. Vóng (Wong) apja egy küzdelemben alulmarad és megsérül, de Vóng (Wong) és Beggar So a helyszínre érkezik és Vóng (Wong) áll ki a bérgyilkos ellen. Eleinte Vóng (Wong) tűnik erősebbnek, azonban Yim beveti titkos technikáját és úgy tűnik, Vóng (Wong) ismét veszíteni fog ellene. Vóng (Wong) bevallja mesterének, hogy nem tanulta meg a nyolcadik stílust, ezért Beggar arra biztatja, kombinálja ez első hét stílust és alakítsa ki saját technikáit. Vóng (Wong) a tanácsot megfogadva legyőzi Yimet.